# IF Göta
IF Göta ist ein 1900 gegründeter schwedischer Sportklub aus Karlstad.

## Geschichte
Der Verein wurde 1900 gegründet. Die Bandyabteilung gewann in den Jahren 1932, 1935 und 1937 jeweils den Bandymeistertitel. 
Die Eishockeyabteilung nahm in der Saison 1944/45 einmalig an der Division 1, der damals höchsten schwedischen Spielklasse, teil. Zudem trat die Mannschaft in der Saison 1945 in der damals noch im Pokalmodus ausgetragenen schwedischen Meisterschaft an. Die Mannschaft erreichte das Viertelfinale, in dem sie mit 0:17 dem AIK Solna unterlag. 
Derzeit verfügt der Verein nur noch über eine Leichtathletikabteilung. 